# Nicétas Ier de Constantinople
Nicétas Ier est un patriarche de Constantinople du 16 novembre 766 à sa mort le 6 février 780.

## Carrière
C'était un eunuque d'origine slave, et avant son accession au patriarcat il était prêtre de l'église des Saints-Apôtres. Il fut nommé par l'empereur iconoclaste Constantin V pour remplacer son prédécesseur déposé sous accusation de complot, et exécuté un an plus tard. La veille de cette exécution, il présida à une cérémonie d'humiliation et d'excommunication du patriarche déchu.
Iconoclaste particulièrement zélé, il profita d'importants travaux de restauration à Sainte-Sophie en 768 pour faire racler ou recouvrir d'enduit des mosaïques et peintures sur bois qui subsistaient dans deux parties du bâtiment appelés sekreta. D'une façon générale, il exerça sa charge pendant les dernières années du règne de Constantin V, où non seulement les décisions du concile de Hiéreia furent imposées avec rigueur, mais le culte des reliques et les prières à la Vierge et aux saints furent officiellement condamnés, ce que le concile s'était refusé à faire. Des mesures de répression furent prises contre de nombreux moines, et certains stratèges zélés allèrent même plus loin : dans le thème des Thracésiens, Michel Lacanodrakôn donna aux moines et moniales le choix entre se marier et être aveuglés ou exilés ; vers 772, il avait éradiqué le monachisme de sa circonscription. Des monastères confisqués servirent à loger des soldats.
Après la mort de Constantin V, le 14 septembre 775, son fils aîné Léon IV le Khazar lui succéda. Il mena une politique d'apaisement en matière religieuse, et des moines comme Platon de Sakkoudion réapparurent dans la capitale, se présentant ouvertement en martyrs de l'époque précédente. Des higoumènes, dont certains se révéleraient plus tard iconodules, furent nommés à nouveau à des évêchés importants. Nicétas servit cette politique comme il avait servi la précédente.